# Derris utilis
Derris utilis là một loài thực vật có hoa trong họ Đậu. Loài này được (A.C.Sm.) Ducke miêu tả khoa học đầu tiên.